# NGC 28
NGC 28 је елиптична галаксија у сазвежђу Феникс која се налази на NGC листи објеката дубоког неба.
Деклинација објекта је - 56° 59' 20" а ректасцензија 0h 10m 25,2s. Привидна величина (магнитуда) објекта NGC 28 износи 13,8 а фотографска магнитуда 14,8. NGC 28 је још познат и под ознакама AM 0007-571, PGC 730.